# Foramen ischiadicum majus

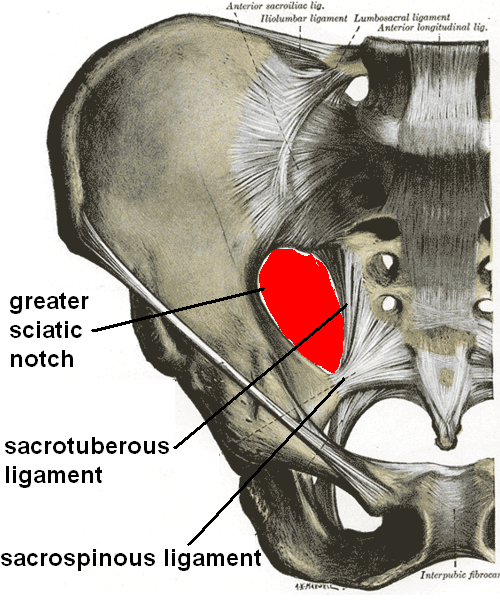
Foramen ischiadicum majus

Das Foramen ischiadicum majus („großes Sitzbeinloch“) ist eine Öffnung der Körperwand im Bereich der Gesäßregion. Knöchern wird dieses Loch seitlich-bauchwärts (ventral) vom großen Sitzbeinausschnitt (Incisura ischiadica major, → Sitzbein) begrenzt. Dieser Knochenausschnitt wird zur Mitte hin und hinten (posteriomedial) durch das Ligamentum sacrotuberale, unten (kaudal) durch das Ligamentum sacrospinale und oben durch das Ligamentum sacroiliacum anterius begrenzt. Beim Menschen wird das Foramen ischiadicum majus durch den Musculus piriformis in zwei Abteilungen unterteilt. Oberhalb dieses Muskels liegt das Foramen suprapiriforme, unterhalb das Foramen infrapiriforme.
Durch das Foramen suprapiriforme treten:
- Vena und Arteria glutaea superior
- Nervus gluteus superior

Durch das Foramen infrapiriforme treten:
- Nervus ischiadicus
- Vena und Arteria glutaea inferior
- Nervus gluteus inferior
- Nervus cutaneus femoris posterior
- Nervus pudendus
- Rami musculares des Plexus sacralis
- Vena und Arteria pudenda interna.

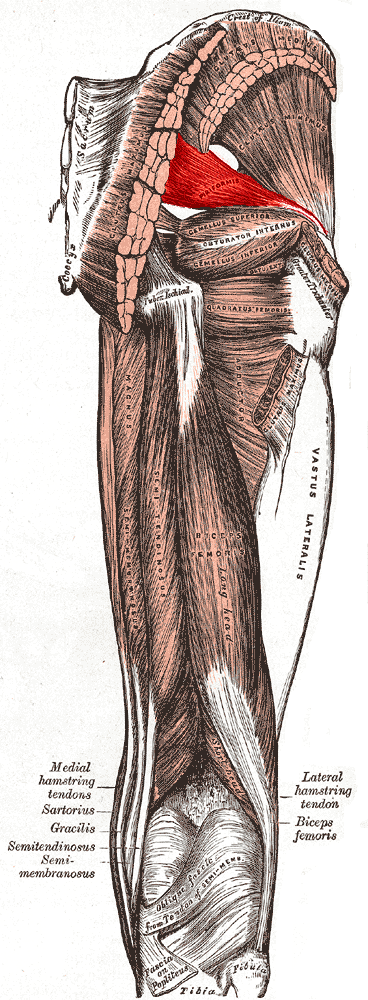
Musculus piriformis
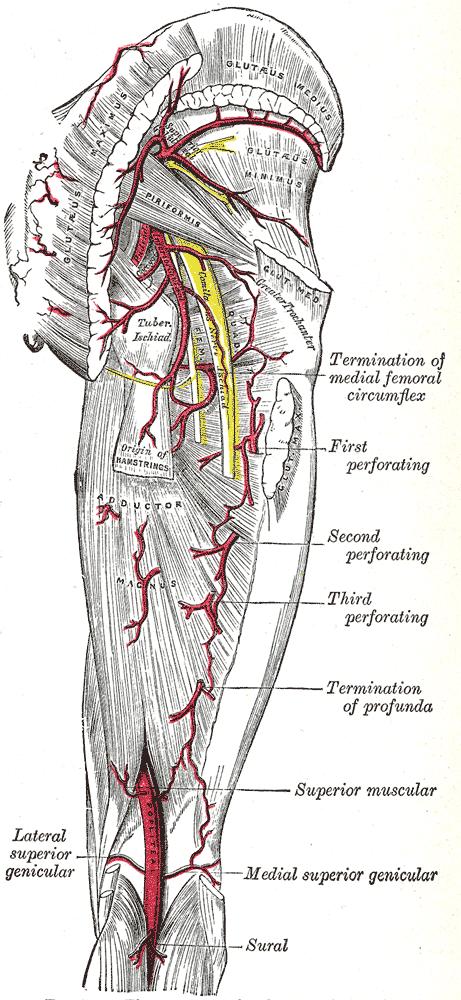
Leitungsbahnen der unteren Extremität
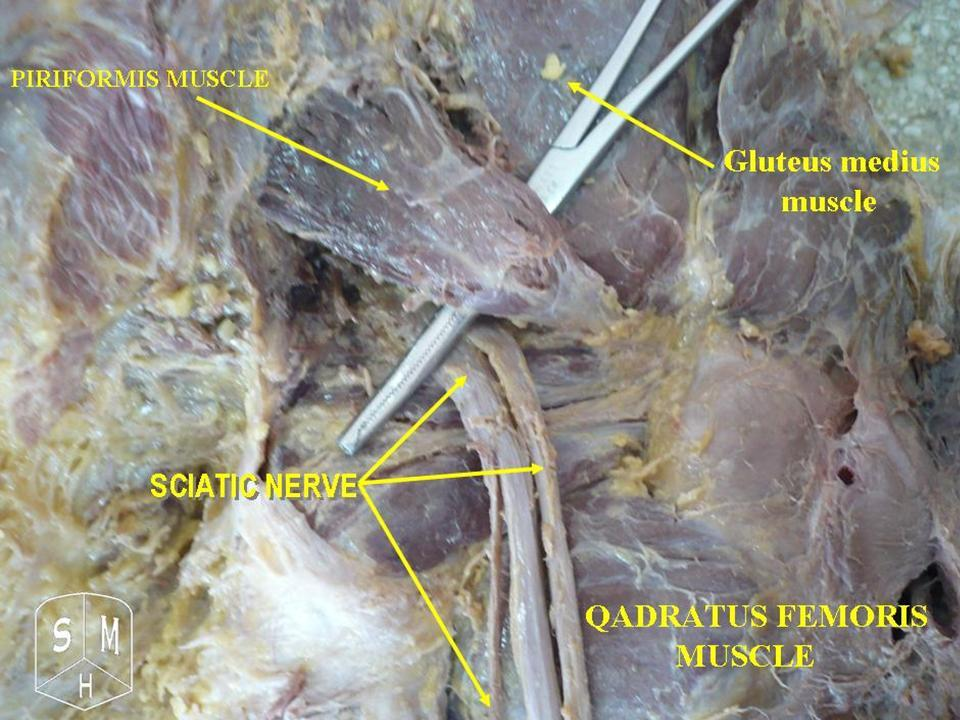
Präparat: Der N. ischiadicus verläuft unterhalb des M. piriformis durch Foramen infrapiriforme.